# شبان هذه الأيام (فلم)
شبان هذه الأيام هو فيلم مصري من إخراج عاطف سالم وبطولة رشدي أباظة،سمير صبري، صفية العمري، سمير غانم، مريم فخر الدين وعبد المنعم إبراهيم، صدر الفيلم في 6 أكتوبر 1975.

## نبذة
لا يجد حسني وقت مناسب كي يقضيه في المنزل لمراعاة شؤون بيته وزوجته وأولاده، فهو رئيس تحرير لإحدى المجلات المعروفة، يكتب في قضايا الشبان، إلا أنه يجد نفسه غارقًا في العمل وفي علاقة مع سكرتيرته سهير دون أن يعلم بأنها متزوجة سرًا من ابنه خالد، إلا أن حرب أكتوبر تقوم ويستشهد فيها خالد مع آخرين ويكتشف الأب مدى خطأه وتعود زوجته إلى المنزل بينما يرسل ابنه قبل استشهاده خطاب لوالده يوصيه فيه بزوجته سهير.

## طاقم العمل
- رشدي أباظة بدور حسني عبد الجواد
- سمير صبري بدور خالد حسني عبد الجواد
- صفية العمري بدور سهير
- سمير غانم بدور إسماعيل عبد المجيد
- مريم فخر الدين بدور إقبال
- عبد المنعم إبراهيم بدور الخال سليمان - شقيق إقبال
- ليلى حمادة بدور إيمان حسني عبد الجواد)
- خيرية أحمد بدور سميحة
- سيد زيان بدور شلبي القشّاش
- أميرة بدور إجلال الراقصة

## وصلات خارجية
- مقالات تستعمل روابط فنية بلا صلة مع ويكي بيانات